# Escola Municipal de Música Maestro Alfredo Della Ricca
A Escola Municipal de Música "Maestro Alfredo Della Ricca", também conhecida como Escola Municipal de Música de Ribeirão Pires, é uma escola de música ligada à prefeitura de Ribeirão Pires. Atendendo por volta de 1300 alunos, seus cursos são gratuitos e o ingresso se dá por meio de processo seletivo organizado pela instituição e se destinam a candidatos interessados de toda a Região do Grande ABC.
Devido às péssimas condições de infraestrutura e à falta de investimentos do poder público, a escola foi fechada no ano de 2014. Após vários percalços, onde chegou até sofrer furtos de instrumentos musicais, alunos, professores e a comunidade local se articularam com o objetivo de reverter o quadro. O caso da escola foi ganhando notoriedade e com o apoio do programa Custe o Que Custar através do quadro Proteste Já e do maestro João Carlos Martins,a escola ganhou uma nova sede e recebeu novos investimentos da prefeitura. Desde então passou a ocupar um prédio na Praça Ramos de Azevedo, no Centro Alto.
Única escola de música pública da região, oferece gratuitamente os seguintes cursos:
- Canto Lírico
- Piano
- Cordas: violão, violino, viola erudita e violoncelo
- Sopros: flauta doce, flauta transversal, clarinete, saxofone, fagote, trompa, trompete, trombone e tuba
- Instrumentos Populares: guitarra, contrabaixo elétrico e bateria
- Musicalização Infantil - para crianças de 5 a 11 anos
- Coro Infantil - para crianças de 6 a 11 anos
- Coral Adulto
- Camerata de Cordas
- Camerata de Violões
- Banda Sinfônica